# Czas nieutracony
Czas nieutracony – trylogia powieściowa Stanisława Lema, wydana po raz pierwszy w 1955 r.
Składa się z 3 tomów: 
- Szpital Przemienienia,
- Wśród umarłych,
- Powrót.

## Historia
Oryginalnie autor planował wydanie jedynie Szpitala Przemienienia (jako samodzielną powieść), który ukończył pisać we wrześniu 1948. Książka miała być opublikowana przez prywatnego wydawcę – oficynę wydawniczą „Gebethner i Wolff”, jednak druk został wstrzymany przez cenzurę. Powodem tego był fakt, że książka powstała tuż przed ogłoszeniem socrealizmu jako wiodącej doktryny twórczej w ówczesnej Polsce, stąd redaktorzy nakazali młodemu wówczas Lemowi dodanie do niej wątków partyjno-komunistycznych. Po uwzględnieniu tych sugestii, powieść powiększyła się do trzyczęściowej w 1950 roku, ale i tak jej wydanie zostało zablokowane aż do czasów odwilży w 1955. Wówczas książka była już wyraźnie anachroniczna, widoczna była też duża różnica stylów pomiędzy pierwszą a kolejnymi częściami.
Stąd poza następnymi dwoma wydaniami w 1957 i 1965, książka na życzenie autora nie była już wydawana jako trylogia, ale pod swoją oryginalną (także bez modyfikacji cenzorskich), jednoczęściową postacią i tytułem Szpital Przemienienia (pierwsze wydanie oryginalnej postaci przez wydawnictwo „Czytelnik” w roku 1975). W późniejszych latach wznawiane były jedynie fragmenty drugiego i trzeciego tomu, zatytułowane odpowiednio Operation Reinhardt i Dyżur doktora Trzynieckiego, w zbiorach Lata czterdzieste. Dyktanda (Wydawnictwo Literackie 2005) i Człowiek z Marsa. Opowiadania młodzieńcze. Wiersze (Agora 2009). W drugim ze zbiorów opublikowano również po raz pierwszy drukiem zwartym opowiadanie Siostra Barbara (pierwodruk: „Życie Literackie” 1953), które miało być pierwotnie fragmentem trzeciego tomu powieści, ale zostało usunięte z jego ostatecznej wersji.
Biorąc pod uwagę datę zakończenia pisania powieści – 1948, Szpital Przemienienia jest pierwszą, zwartą powieścią autora (Człowiek z Marsa – powstał już w 1946, jednak jako powieść publikowana w odcinkach w czasopiśmie). Jednak przyjmując jako kryterium datę wydania, pierwszą wydaną drukiem zwartym powieścią pisarza są Astronauci.

## Fabuła
Jednym z bohaterów drugiego tomu jest genialny samouk matematyk, Karol Wilk, powraca także główna postać pierwszej części, Stefan Trzyniecki. W powieści można odnaleźć wątki autobiograficzne – Wilk, podobnie jak Lem, pracuje w firmie Rohstofferfassung, która zajmuje się odzyskiwaniem surowców. Dużą część tekstu zajmują opisy działaczy podziemia komunistycznego, którzy – jak z ironią pisze Antoni Smuszkiewicz – „podjęli cały ciężar walki z okupantem”.
Trzeci tom to opis rzeczywistości powojennej. Oprócz bohatera poprzednich części, Stefana Trzynieckiego, autor opisuje działalność różnych aktywistów partyjnych i funkcjonariuszy UB „utrwalających władzę ludową”.